# Lomsen, Dalarna
Lomsen är en sjö i Falu kommun i Dalarna och ingår i Dalälvens huvudavrinningsområde. Sjön har en area på 0,0782 kvadratkilometer och ligger 180 meter över havet.

## Delavrinningsområde
Lomsen ingår i det delavrinningsområde (672648-150246) som SMHI kallar för Utloppet av Hedkarlsjön. Medelhöjden är 219 meter över havet och ytan är 21,32 kvadratkilometer. Det finns inga avrinningsområden uppströms utan avrinningsområdet är högsta punkten. Vattendraget som avvattnar avrinningsområdet har biflödesordning 3, vilket innebär att vattnet flödar genom totalt 3 vattendrag innan det når havet efter 228 kilometer. Avrinningsområdet består mestadels av skog (82 procent). Avrinningsområdet har 0,77 kvadratkilometer vattenytor vilket ger det en sjöprocent på 3,6 procent.